# 花嫁はエイリアン
『花嫁はエイリアン』（はなよめはエイリアン、原題：My Stepmother Is an Alien）は、1988年制作のアメリカ合衆国のSF・ロマンティック・コメディ映画。

## あらすじ
科学者のスティーヴ・ミルズは、地球外生命体の存在を証明しようとする実験を行なうが失敗、その影響で92光年離れたある惑星が滅亡の危機にさらされてしまう。
そこで惑星の長老たちは、セレステという美人のエージェントを地球に派遣する。彼女のミッションはスティーヴに例の実験を再び行なわせて、惑星の危機を救ってもらう事だった。
セレステはスティーヴに接近してその妻におさまり、機会をうかがうのだが、スティーヴはなかなか実験を再開しようとせず、いたずらに時だけが過ぎていく。

## キャスト
| 役名               | 俳優                 | 日本語吹替   |
| 役名               | 俳優                 | 日本テレビ版 |
| ------------------ | -------------------- | ------------ |
| スティーヴ・ミルズ | ダン・エイクロイド   | 玄田哲章     |
| セレステ           | キム・ベイシンガー   | 高島雅羅     |
| ロン・ミルズ       | ジョン・ロヴィッツ   | 中村秀利     |
| ジェシー・ミルズ   | アリソン・ハニガン   | 坂本真綾     |
| バドロング所長     | ジョゼフ・メイハー   | 青野武       |
| フレッド           | セス・グリーン       | 田中真弓     |
| グレイディ         | ウェズリー・マン     |              |
|                    | トニー・ジェイ       | 黒沢良       |
| レキシー           | ジュリエット・ルイス | 佐藤ユリ     |

- 日本テレビ版：初回放送1996年2月23日『金曜ロードショー』
- 吹替その他、来宮良子、上田敏也、家中宏、有本欽隆、一城みゆ希、水野龍司、佐藤しのぶ、松熊明子、林玉緒、相沢正輝、小野英昭